# Tetropium auripilis
Tetropium auripilis là một loài bọ cánh cứng trong họ Cerambycidae.